# FOXSI

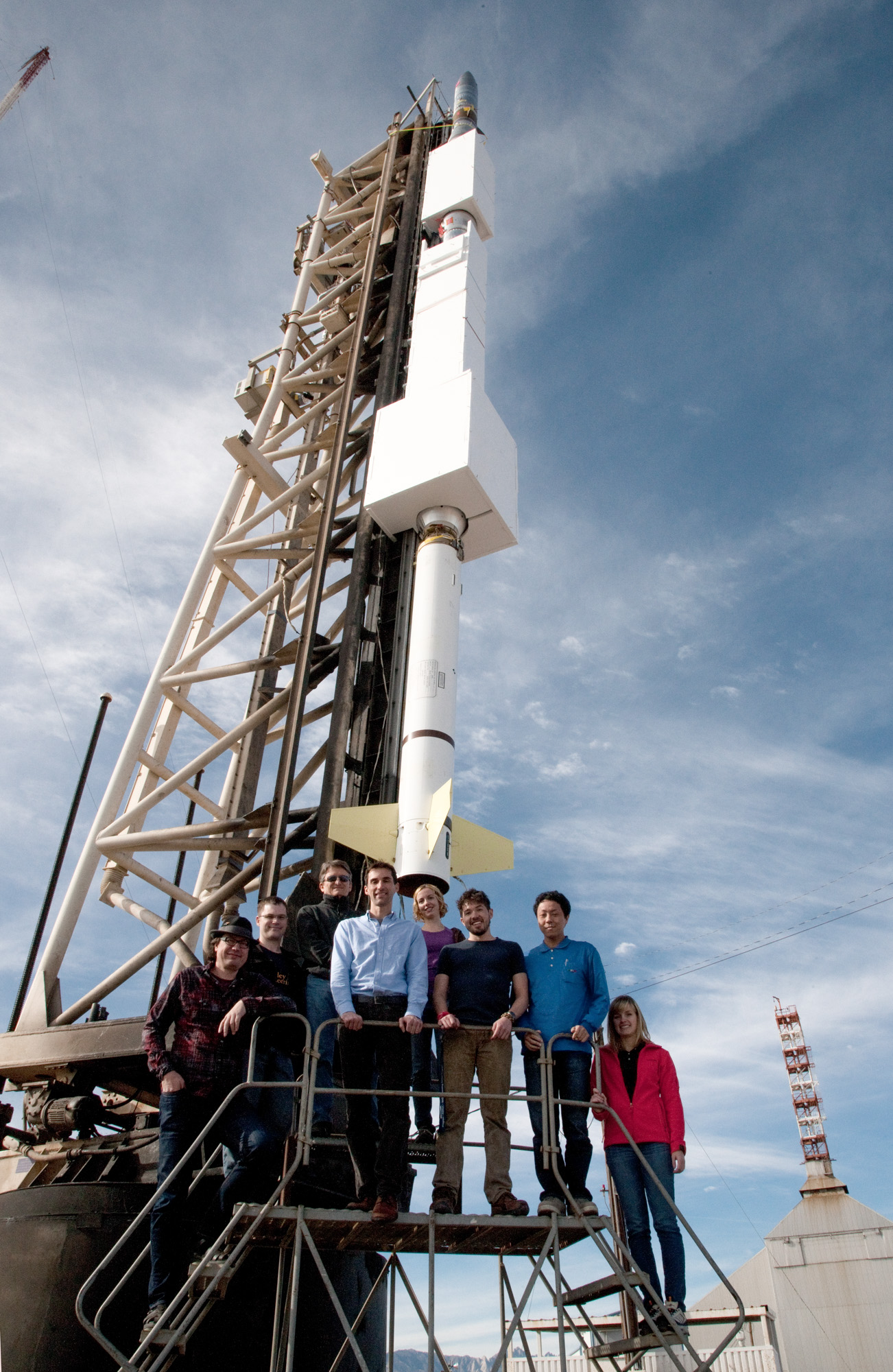
Фотографія команди FOXSI перед запуском FOXSI-2 на стартовому майданчику.

FOXSI (англ. Focusing Optics X-ray Solar Imager, рентгенівська сонячна камера з фокусуючою оптикою) — прилад для спостереження Сонця в ультрафіолетовому діапазоні, який тричі запускали на суборбітальній ракеті — у 2012, 2014 і 2018 роках. Побудований Каліфорнійським університетом у Берклі під керівництвом Сема Крюкера для випробування фокусуючої оптики для високоенергетичних фотонів з ковзним падінням, поєднаної з твердотільними піксельними детекторами.
FOXSI складається з семи ідентичних модулів телескопа Вольтера, а також детекторів на основі кремнію та телуриду кадмію, початково розроблених для телескопа HXT у межах японської місії Hitomi. Корисне навантаження FOXSI здійснило два польоти, — у 2012 та 2014 роках, — на суборбітальній ракеті Black Brant IX. Як і більшість таких суборбітальній ракет-зондів, FOXSI летіла приблизно 15 хвилин у кожній місії та спостерігала Сонце протягом близько 5 хвилин під час перебування в космосі. Під час свого першого польоту FOXSI вперше успішно спостерігав сонячний мікроспалах у діапазоні жорсткого рентгенівського випромінювання.
Третю місію FOXSI, яку очолювала Ліндсі Глесенер з Університету Міннесоти, успішно запустили 7 вересня 2018 року з бази Вайт-Сендс, у штаті Нью-Мексико. Ця версія приладу включала комбінацію кремнієвих детекторів та вдосконалених детекторів на основі телуриду кадмію, а також один CMOS-детектор м'якого рентгенівського випромінювання. Два модулі телескопа оновили з 7-оболонкової до 10-оболонкової конфігурації, а також впровадили технологію коліматора для зменшення впливу одноразово відбитих променів.

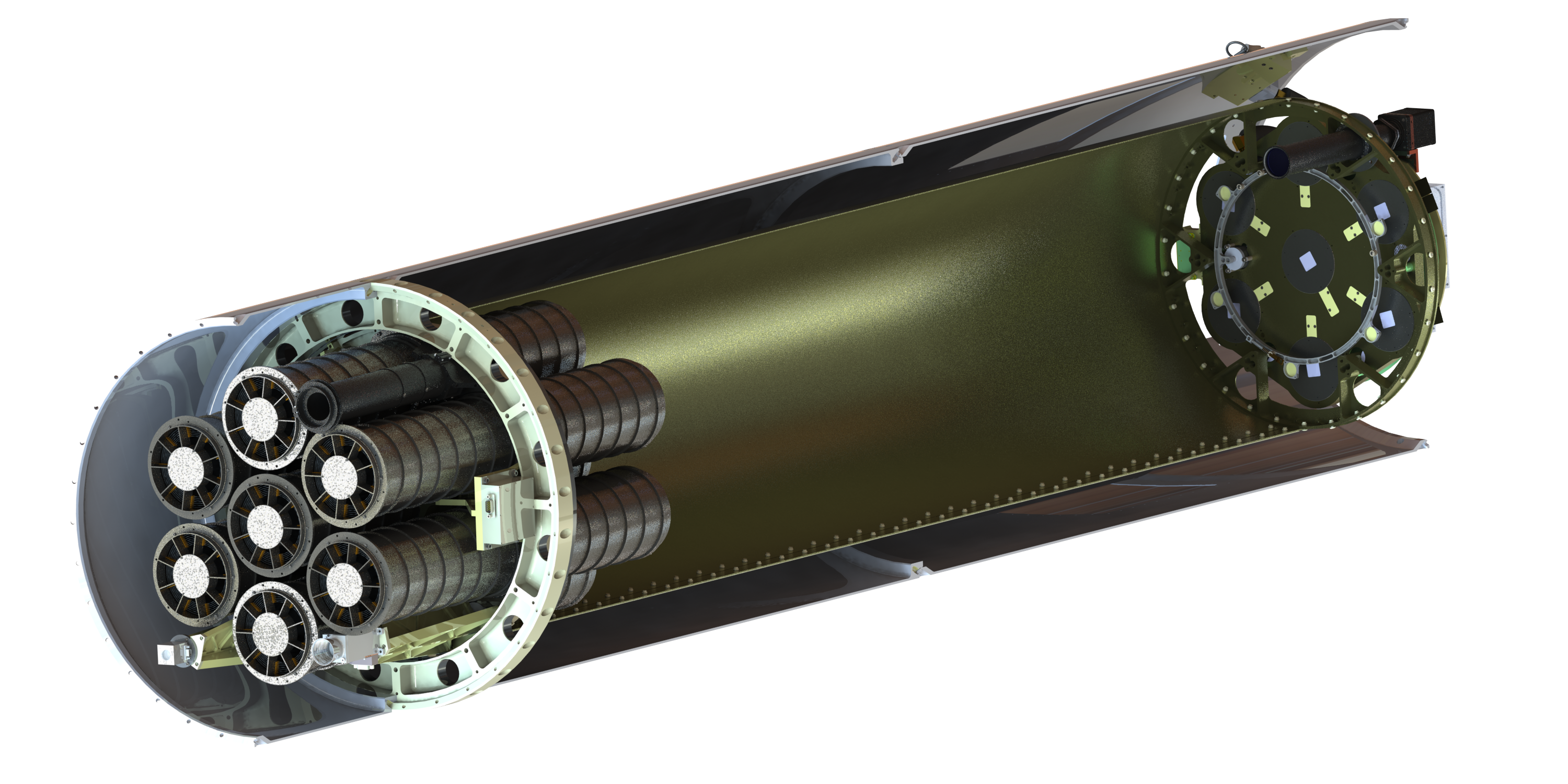
Рендеринг приладу FOXSI-2 з високою роздільною здатністю.